# Zhu Chenjie
Zhu Chenjie (chinesisch 朱辰傑, Pinyin Zhū Chénjié, * 23. August 2000 in Shanghai) ist ein chinesischer Fußballspieler, der beim Erstligisten Shanghai Shenhua unter Vertrag steht. Der Innenverteidiger ist seit Juni 2019 chinesischer Nationalspieler.

## Karriere

### Verein
Zhu Chenjie begann mit dem Fußballspielen bei der Ganbao Football Base in Shanghai. Am 31. März 2018 wurde die Altersgruppe 1999/00 von Ganbao in die Nachwuchsabteilung von Shanghai Shenhua eingegliedert. Bereits im Juli 2018 wurde er in die erste Mannschaft des Erstligisten befördert. Am 22. Juli 2018 (13. Spieltag) debütierte er beim 2:2-Unentschieden gegen Henan Jianye in der Herrenauswahl. Mit 17 Jahren und 333 Tagen wurde er zum jüngsten Spieler, der jemals für die Blume Shanghais gestartet ist. In der Folge etablierte er sich in der Startformation von Cheftrainer Wu Jingui und bildete in Abwechslung mit Aidi Fulangxisi und Li Peng die Innenverteidigung. Am 30. September (25. Spieltag) traf er beim 3:1-Heimsieg gegen Guangzhou R&F erstmals in der höchsten chinesischen Spielklasse und wurde damit mit 18 Jahren und 38 Tagen zum jüngsten Torschützen Shanghai Shenhuas und auch zum ersten Torschützen in der Chinese Super League, der nach dem Jahr 2000 geboren wurde. In diesem Spieljahr 2018 bestritt er 15 Ligaspiele und traf einmal.
Auch in der nächsten Spielzeit 2019 behielt er seinen Status als Stammspieler inne. Am 27. April 2019 (7. Spieltag) erzielte er bei der 2:3-Heimniederlage gegen Tianjin Tianhai sein erstes Saisontor, nachdem er einen Eckball vom Kolumbianer Fredy Guarín per Kopf verwandelte. In dieser Spielzeit absolvierte er 26 Ligaspiele, in denen er ein Tor erzielte.

### Nationalmannschaft
Zhu Chenjie lief in den Jahren 2017 und 2018 18-mal für die chinesische U20-Nationalmannschaft auf. Seit 2019 ist er für die chinesische U23-Nationalmannschaft im Einsatz.
Am 7. Juni 2019 debütierte Zhu im freundschaftlichen Länderspiel gegen die Philippinen für die chinesische A-Auswahl. Beim 2:0-Sieg im Tianhe-Stadion in Tianhe, Guangzhou wurde er in der 33. Spielminute von Trainer Marcello Lippi für den angeschlagenen Ji Xiang eingewechselt.